# Brains-sur-les-Marches
Brains-sur-les-Marches és un municipi francès situat al departament de Mayenne i a la regió de País del Loira. L'any 2007 tenia 233 habitants.

## Demografia

### Població
El 2007 la població de fet de Brains-sur-les-Marches era de 233 persones. Hi havia 101 famílies de les quals 24 eren unipersonals (12 homes vivint sols i 12 dones vivint soles), 45 parelles sense fills, 28 parelles amb fills i 4 famílies monoparentals amb fills.
La població ha evolucionat segons el següent gràfic:
Habitants censats

### Habitatges
El 2007 hi havia 134 habitatges, 102 eren l'habitatge principal de la família, 17 eren segones residències i 15 estaven desocupats. 128 eren cases i 6 eren apartaments. Dels 102 habitatges principals, 91 estaven ocupats pels seus propietaris i 11 estaven llogats i ocupats pels llogaters; 9 tenien dues cambres, 9 en tenien tres, 31 en tenien quatre i 53 en tenien cinc o més. 80 habitatges disposaven pel capbaix d'una plaça de pàrquing. A 46 habitatges hi havia un automòbil i a 48 n'hi havia dos o més.

### Piràmide de població
La piràmide de població per edats i sexe el 2009 era:
| Homes | Edats   | Dones |
| ----- | ------- | ----- |
| 0     | 95 o +  | 0     |
| 0     | 90 a 94 | 0     |
| 4     | 85 a 89 | 0     |
| 0     | 80 a 84 | 12    |
| 8     | 75 a 79 | 12    |
| 4     | 70 a 74 | 0     |
| 8     | 65 a 69 | 4     |
| 4     | 60 a 64 | 12    |
| 0     | 55 a 59 | 4     |
| 4     | 50 a 54 | 0     |
| 8     | 45 a 49 | 4     |
| 4     | 40 a 44 | 12    |
| 8     | 35 a 39 | 12    |
| 8     | 30 a 34 | 0     |
| 8     | 25 a 29 | 4     |
| 12    | 20 a 24 | 8     |
| 8     | 15 a 19 | 4     |
| 16    | 10 a 14 | 20    |
| 8     | 5 a 9   | 12    |
| 4     | 0 a 4   | 8     |

## Economia
El 2007 la població en edat de treballar era de 150 persones, 120 eren actives i 30 eren inactives. De les 120 persones actives 111 estaven ocupades (61 homes i 50 dones) i 9 estaven aturades (2 homes i 7 dones). De les 30 persones inactives 17 estaven jubilades, 9 estaven estudiant i 4 estaven classificades com a «altres inactius».

### Ingressos
El 2009 a Brains-sur-les-Marches hi havia 101 unitats fiscals que integraven 241 persones, la mediana anual d'ingressos fiscals per persona era de 16.420 €.

### Activitats econòmiques
Dels 3 establiments que hi havia el 2007, 2 eren d'empreses de comerç i reparació d'automòbils i 1 d'una empresa d'hostatgeria i restauració.
L'any 2000 a Brains-sur-les-Marches hi havia 26 explotacions agrícoles que ocupaven un total de 690 hectàrees.

## Equipaments sanitaris i escolars
El 2009 hi havia una escola elemental integrada dins d'un grup escolar amb les comunes properes formant una escola dispersa.

## Poblacions més properes
El següent diagrama mostra les poblacions més properes.